# Riolunato
Riolunato är en ort och kommun i provinsen Modena i regionen Emilia-Romagna i Italien. Kommunen hade 692 invånare (2018).